# Villa Flora Aachen

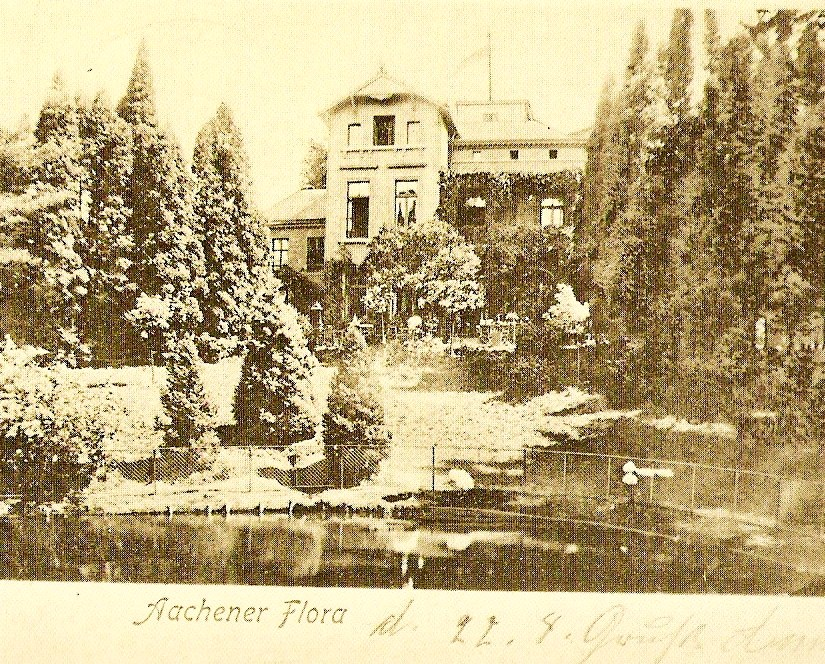
Villa Flora

Die Villa Flora, ursprünglich Villa de Montrevel genannt, ist ein villenartiges Landhaus mit der Adresse Eupener Straße 249 in Aachen-Burtscheid, das in den 1990er Jahren zu einem Mehrfamilienhaus umgebaut wurde. Es diente in den Jahren 1941/1942 als Judenhaus.

## Geschichte
Im Jahr 1874 wurde die Villa de Montrevel extra muros vor dem Marschiertor auf der Eupener Landstraße vor Elisenruh für Mathilda Poulle de Montrevel, die Ehefrau des Rechnungsrathes Gustav Friedrich Alpert († 1877), im Stil des Historismus erbaut und mit Statuen dekoriert. Anfangs als Villa Steffens bezeichnet wurde sie nach dem Einzug der Familie Alpert Villa de Montrevel bezeichnet. Alpert scheint sich bei dem Bau jedoch finanziell übernommen zu haben, denn bereits ein Jahr vor seinem Tod stand sie zum Verkauf an und 1894 wurden umliegende Grundstücke der Flur, die noch im Besitz der Witwe waren, zwangsversteigert. Anschließend besaß die Familie Carl Lehmann das Anwesen, die die Villa nach der durch eine Statue vertretenen Göttin in Villa Flora umbenannte und sie zu einem Gartenlokal ausbaute.
Das als „Luftkurort“ bezeichnete Lokal lag an der Kleinbahnhaltestelle Eupenerstrasse der Linie F. Eine historische Ansichtskarte der Villa Flora gibt Bau und Anwesen nicht in ihren realen Proportionen wieder. Die Abbildung ist entsprechend dem Format der Ansichtskarte breit angelegt.
Im Jahr 1905 erwarb der Arzt Ferdinand Joseph Laaf (1852–1919) die Villa als Sommerhaus und gestaltete sie nach seinem Geschmack um. Die bis dahin auf dem Balkon aufgestellte Statue der Göttin Flora wurde in den Park versetzt. Den Terrasseneingang schmückte nun ein bogenförmiges Rankgitter. Zu dem Anwesen, das die Familie von Mai bis Oktober bewohnte, gehörten ein großer Park und ein Schwanenteich, durch den der Kupferbach floss.

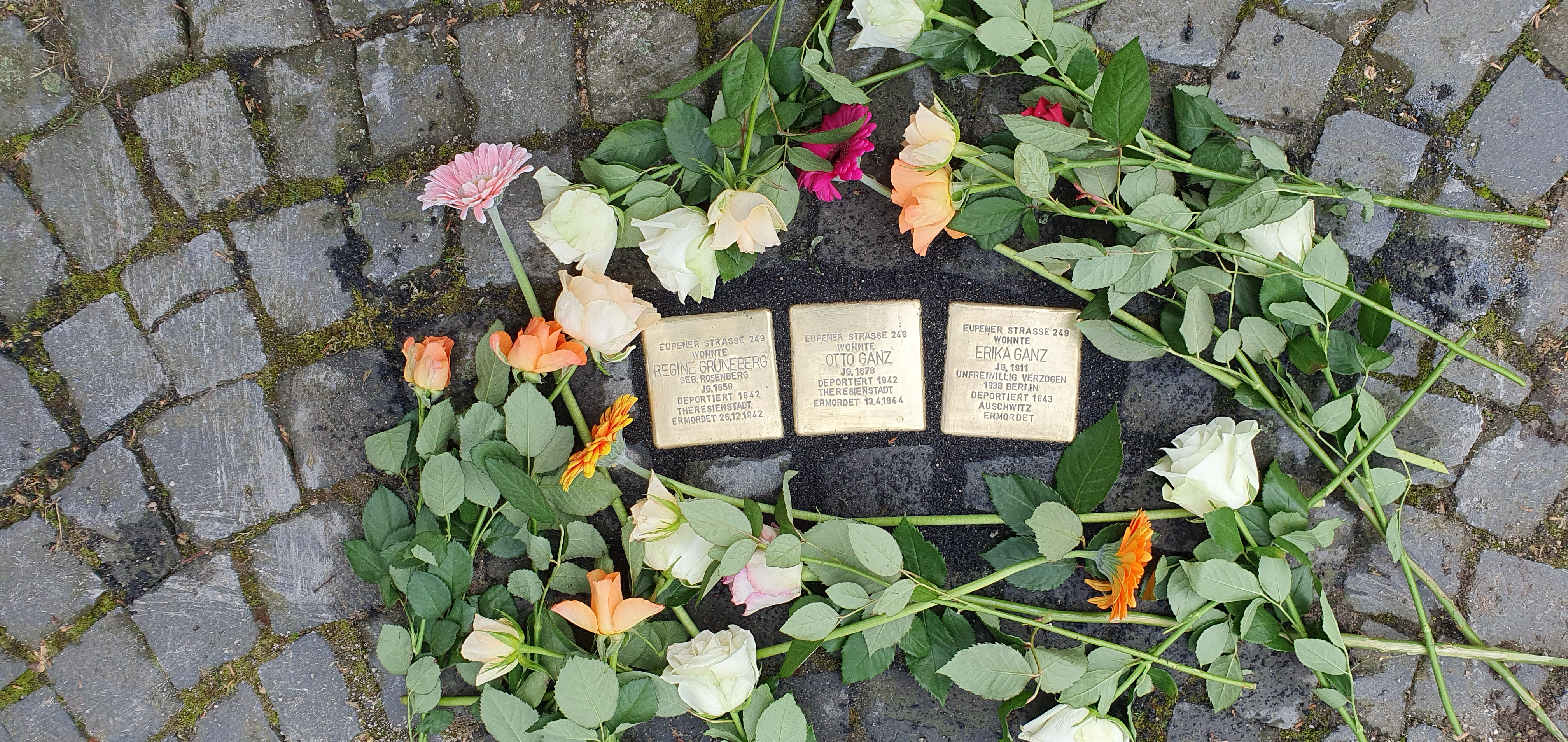
Stolpersteine

Die Villa wurde von der Familie Laaf um 1920 an den jüdischen Tuchfabrikanten Otto Ganz verkauft und wurde in den Jahren 1941/1942 zwangsweise zu einem sogenannten Judenhaus umfunktioniert. Das Hausbuch des Ghettos Eupener Straße 249, das erhalten geblieben ist, führt dazu 62 einquartierte Insassen auf, die dort bis zu ihrer Deportation in die Vernichtungslager leben mussten. In Gedenken für die Bewohner des Judenhauses wurden am 1. März 2024 stellvertretend drei Stolpersteine vor die Zufahrt verlegt.
In dem Nachbarhaus Eupener Straße wurde gegen Ende des Zweiten Weltkrieges der von den Alliierten eingesetzte Oberbürgermeister und Rechtsanwalt Franz Oppenhoff (1902–1945) von einer SS-Gruppe am Mittwoch, den 25. März 1945, erschossen.
In den 1990er Jahren wurde die Villa Flora in ein Mehrfamilienwohnhaus umgebaut und in dem Park entstanden eine Reihe von zusätzlichen Wohnhäusern. Heute (2024) erinnert lediglich der Name einer Seniorenresidenz einige Hundert Meter entfernt an der Ecke Eupener Straße/Amyastraße an die ehemalige Villa.